# Jerzy Albrecht (książę Saksonii-Weißenfels-Barby)
Jerzy Albrecht (ur. 19 kwietnia 1695, zm. 12 czerwca 1739)  – książę Saksonii-Weißenfels-Barby z dynastii Wettynów.
Syn Henryka i Elżbiety Anhalt-Dessau. 18 lutego 1721 ożenił się z Augustą Luizą Wirtemberską-Oleśnicką, córką Krystiana Wirtemberskiego księcia oleśnickiego. 